# مفارقة جراي

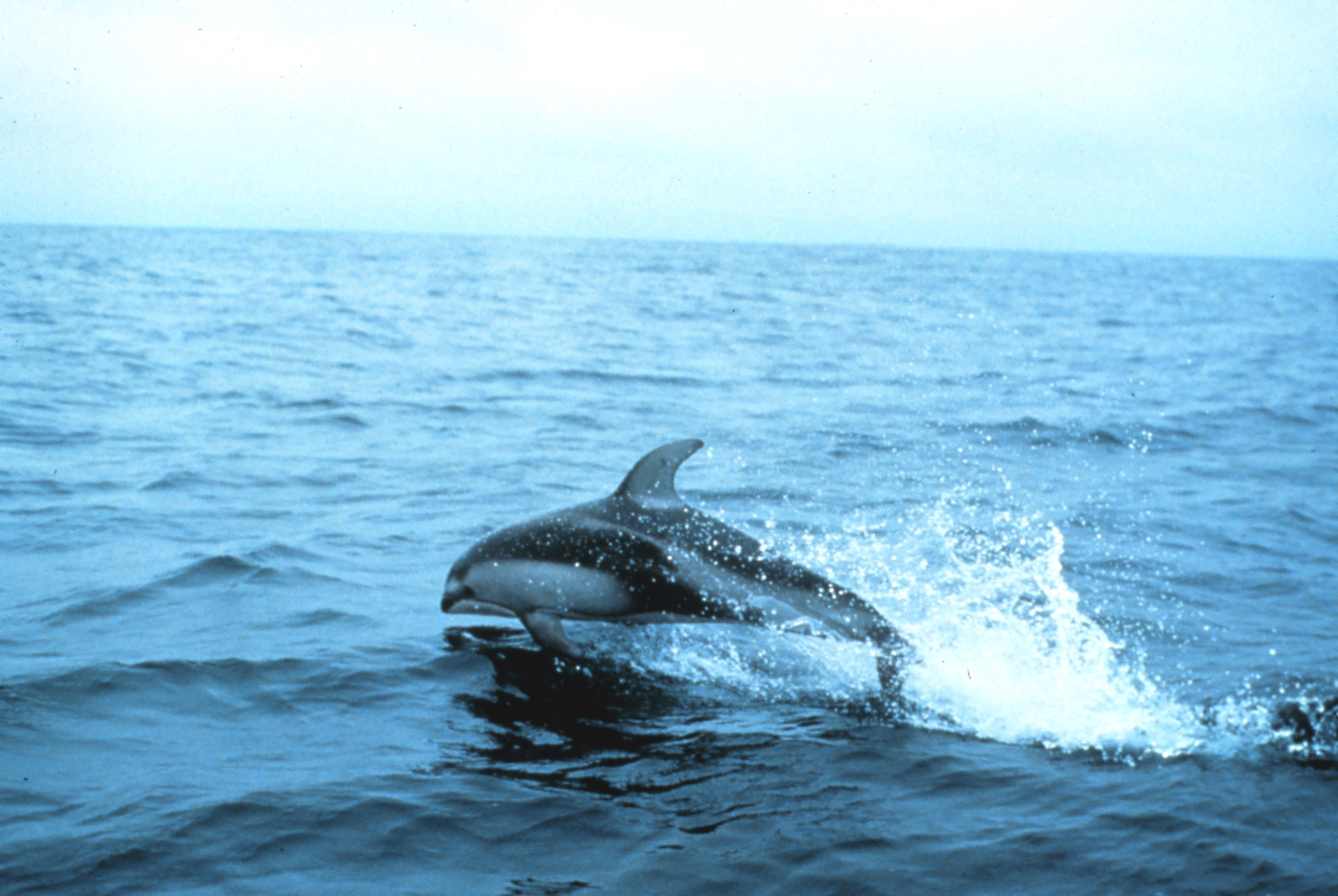

مفارقة جراي هي مفارقة طُرحت في 1936 من قبل عالِم الحيوان البريطاني سير جيمس جراي. وكانت المفارقة معرفة كيف تستطيع الدلافين تحقيق تلك السرعات والتسارعات العالية بما يبدو أنه كتلة عضلية صغيرة. وقام جراي بتقدير الطاقة التي يستطيع الدلفين بذلها استنادًا إلى وظائف أعضائه، وقد توصل إلى أن تلك الطاقة لم تكن كافية للتغلب على قوى السحب في الماء. ولقد افترض أنه لا بد أن لجلد الدلفين خصائص خاصة مقاومة للسحب.
في عام 2008، قام باحثون من معهد رينسلير بوليتكنيك، وجامعة ويست تشيستر وجامعة كاليفورنيا، سانتا كروز باستخدام قياس سرعة صور الجسيمات الرقمي لإثبات خطأ جراي.
وقاموا بتسجيل شريط فيديو لزوج من الدلافين يسبحان في مياه مملوءة بمئات الآلاف من فقاعات الهواء. ولقد استخدموا جهاز كمبيوتر وأدوات لقياس القوة تم تطويرها خصيصًا للطيران لدراسة قياس سرعة صور الجسيمات والتي تم التقاطها بسرعة 1000 إطار في الثانية. ولقد سمح هذا للفريق بقياس القوة التي يبذلها الدلفين. وأظهرت النتائج أن الدلفين يبذل حوالي 200 رطل من القوة في كل مرة يدفع فيها ذيله، (10 مرات أكثر مما افترضه جراي) وعند الذروة يمكنه بذل قوة بين 300 و400 رطل.
في عام 2009، قدم باحثون من جامعة تشونغ شينغ الوطنية في تايوان مفاهيم جديدة لـ «الجنيحات المخطوفة» و«قدرة الدوران الحصانية» لشرح قدرات السباحة لدى سمكة السيف. وتسبح سمكة السيف بسرعات وتسارعات أعلى من الدلافين. ويدعي الباحثون أن تحليلهم أيضًا «يحل الارتباك الذي أوجدته مفارقة جراي بخصوص الدلافين».
قام تيموثي وي، الأستاذ الجامعي والقائم بأعمال عميد كلية الهندسة في رينسلير، بتسجيل شريط فيديو لاثنين من الدلافين المنقارية، بريمو وبوكا، وهما يسبحان في جزء من الماء يحوي مئات الآلاف من فقاعات الهواء الصغيرة. ثم قام باستخدام برنامج كمبيوتر متطور لتعقب حركة الفقاعات. وتظهر النتائج المرمزة بالألوان سرعة واتجاه تدفق الماء حول الدلفين وخلفه، وهو ما سمح للباحثين بحساب مقدار القوة التي كان ينتجها الدلفين بدقة.
لقد استخدم وي أيضًا هذه التقنية لتسجيل فيديو للدلافين وهي تقف على ذيولها، وهي حيلة فيها «تمشي» الدلافين على الماء بتثبيت معظم أجسادها رأسيًا فوق الماء بينما تدعم أنفسها بدفعات قصيرة وقوية من ذيولها.
ولقد أظهرت النتائج أن الدلافين تنتج حوالي 200 رطل من القوة في المتوسط عند رفرفتها بذيولها — قوة تبلغ حوالي 10 أضعاف ما افترضه جراي في الأصل.